# Parti écologiste (Frankrijk)
De Parti écologiste (Nederlands: Ecologische partij) is een politieke partij in Frankrijk die een groene politiek voert en op 2 september 2015 onder de naam Écologistes ! werd opgericht. Parti écologiste werd door François de Rugy,  afgevaardigde in de Assemblée nationale, en  Jean-Vincent Placé, in de Franse Senaat, beide tot dan toe lid van de Europe Écologie-Les Verts EELV, uit onvrede over de linkse partijkoers. 
De partij trad op 17 oktober 2015 tot de Union des démocrates et des écologistes UDE toe, een samenwerkingsverband van enkele groene partijen, maar op 9 juli 2016 werd de samenwerking weer verbroken en daarna oriënteerde men zich vooral op samenwerking met de Parti socialiste PS van president François Hollande.
De naam werd op 9 juli 2016 gewijzigd in Parti écologiste. 
De Parti écologiste ziet anders dan de EELV geen bedreiging in de mondialisering en kenmerkt zichzelf niet als een socialistische, maar een groen-liberale partij, die het marktdenken wil combineren met groene politiek. De partij richt zich zowel op teleurgestelde leden van de EELV en aanhangers van MoDem.
De Parti écologiste werd na de parlementsverkiezingen van 2017 deel van de fractie van La République en marche ! van president Emmanuel Macron.

## Bewindslieden
De Parti écologiste was met drie bewindslieden in de regering-Valls II vertegenwoordigd:
- Emmanuelle Cosse, minister van Huisvesting
- Jean-Vincent Placé, staatssecretaris voor Staatshervorming
- Barbara Pompili, staatssecretaris van Biodiversiteit

Samenstelling per 27 juli 2019 
 De deelnemende partijen met de meeste zetels worden genoemd, alleen de partijen met een enkele zetel binnen de fractie ontbreken.